# Tebaida
A Tebaida (em grego: Θηβαΐδα; romaniz.: Thēbaïda ou Θηβαΐς, Thēbaïs) é uma região do antigo Egito contendo os treze nomos mais meridionais do Alto Egito, de Abidos até Assuã. Ela adquiriu este nome por sua proximidade da antiga capital egípcia de Tebas.
Durante o Egito ptolemaico, a Tebaida formava um único distrito administrativo sob o epiestratego de Tebas, que também era responsável por vigiar a navegação no mar Vermelho e no oceano Índico.

## Província romana
Durante o Império Romano, Diocleciano criou a província de Tebais (ou Tebaida), protegida pelas legiões I Maximiana Thebanorum e II Flavia Constantia. 
Ela foi novamente dividida em Tebais Superior (Ἄνω Θηβαΐς - Anō Thēbaïs), também chamada de Tebais I, na metade meridional e com capital em Tebas, e a Tebais Inferior (Θηβαΐς Ἐγγίστη - Thēbaïs Engistē), também chamada de Tebais II ou Tebais Próxima, na metade norte e cuja capital era Ptolemais.
Por volta do século V d.C., por ser desértica, a Tebaida se tornou um lugar de refúgio de cristãos eremitas e foi ali que nasceu Pacômio.

## Sés episcopais
As sés episcopais da província e que aparecem no Annuario Pontificio como sés titulares são:
- Tebais I
  - Anteópolis (Tjebu)
  - Antinoópolis
  - Apolonópolis Parva (Côm-Esfaht)
  - Cusas
  - Hípselis (Shutb)

- Tebais II
  - Apolonópolis Magna (Edfu)
  - Copto (Quft, Qeft)
  - Dioclecianópolis na Tebaida (Qus)
  - Dióspolis Superior (Hu)
  - Hermontis
  - Latópolis (Esna)
  - Filas
  - Berenice